# The Elder Scrolls V: Hearthfire
The Elder Scrolls V: Hearthfire est la deuxième extension officielle développée par Bethesda Game Studios pour son jeu vidéo The Elder Scrolls V: Skyrim. Contrairement à Dawnguard et Dragonborn, Hearthfire n'ajoute pas tant de nouveaux lieux ou quêtes qu'un système de jeu inédit dans la série The Elder Scrolls : la possibilité de construire sa propre maison en la personnalisant et d'adopter des enfants.

## Contenu
L'extension offre la possibilité de construire sa propre maison à partir des fondations mêmes. Il introduit pour cela de nouveaux matériaux tels que l'argile, les troncs sciés ou les clous. Les lieux de construction sont prédéterminés et se situent dans les châtelleries où aucune maison n'était disponible dans le jeu original : à l'est d'Épervine (Lakeview Manor), au nord-ouest de Morthal (Windstad Manor), et au sud d'Aubétoile (Heljarchen Hall). Un huscarl est également disponible pour chacune des châtelleries (une fois que le joueur en est devenu le thane).
Une fois la pièce principale construite, le joueur a le choix de bâtir différents ajouts comme une armurerie, une serre, un laboratoire d'alchimie, ou des ajouts plus simples tel qu'une cuisine ou des chambres. L'extérieur des manoirs peuvent être aménagés par un jardin, une écurie, un enclos à animaux, etc. Le jeu permet aussi de recruter du personnel pour son domaine, tel qu'un chambellan pour s'occuper de la maison et permettre l'ajout de nouveaux services : barde, cocher, achat de matériaux, animaux domestiques... Mais il tient également au joueur de veiller sur son domaine et de le protéger d'éventuelles attaques de bandits, de géants voire de dragons.
La deuxième nouveauté est l'ajout d'un système d'adoption, le joueur pouvant adopter jusqu'à deux enfants, qu'il s'agisse d'enfants abandonnés, rencontrés dans les rues des villes ou des enfants de l'orphelinat de Faillaise. Les enfants adoptés peuvent ainsi venir vivre dans la maison du joueur. Des chambres d'enfant pourront être ajoutées aux maisons déjà disponibles dans le jeu de base.